# 2008 год в политике России
Важнейшими политическими событиями в России в 2008 году стали выборы третьего Президента РФ и участие в войне в Грузии.

## Март
- 2 марта состоялись выборы президента Российской Федерации, победителем которых стал Дмитрий Медведев, набравший 70,28 % голосов избирателей[1]. Кандидатами на пост президента России были: Г. А. Зюганов (от Коммунистической партии Российской Федерации), В. В. Жириновский (от Либерально-демократической партии России), лидер Демократической партии России А. В. Богданов.
- 6 марта Россия отменила санкции против Абхазии, введённые 19 января 1996 года решением Совета глав государств СНГ «О мерах по урегулированию конфликта в Абхазии, Грузия». Россия призвала другие страны СНГ последовать её примеру. В заявлении МИД России говорилось: «…абхазская сторона выполняет свои обязательства по основным договорённостям в этой сфере. Она готова к практическим шагам по укреплению доверия и безопасности в зоне конфликта. На этом фоне грузинская сторона не проявляет аналогичного конструктивного подхода к выполнению ранее достигнутых договорённостей. Более того, она фактически подрывает переговорный процесс, разместив в верхней части Кодорского ущелья Абхазии подотчётную Тбилиси административную структуру. На этом фоне сохранение запретов, установленных указанным Решением, полностью утрачивает свой смысл, препятствует реализации в регионе социально-экономических программ, обрекает народ Абхазии на неоправданные лишения»[2][3].

## Май
- 8 мая на следующий день после инаугурации Дмитрия Медведева, кандидатура Владимира Путина был утверждена Думой на пост председателя правительства России.
- 12 мая Путин огласил состав своего нового правительства.

## Август

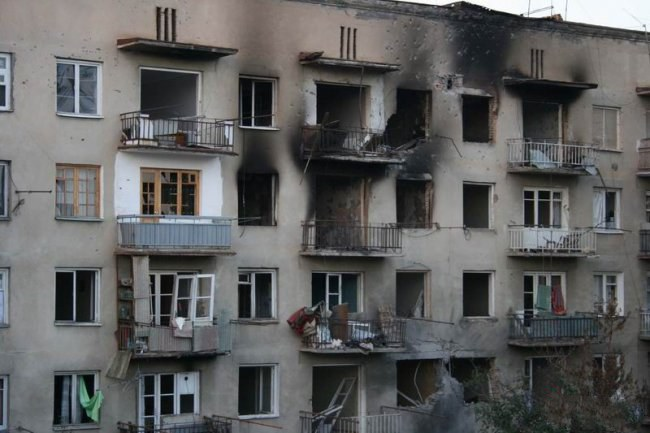
Цхинвал после боёв за Цхинвал 8 августа 2008 года

- 8 августа Россия официально вступила в войну на стороне Южной Осетии после того, как в ночь с 7 на 8 августа грузинские войска начали массированный артиллерийский обстрел столицы Южной Осетии города Цхинвала и прилегающих районов.

- 11 августа — В Москве президент России Дмитрий Медведев и президент Франции Николя Саркози выработали шесть принципов урегулирования ситуации вокруг Южной Осетии и Абхазии.

- 26 августа — Президент России Д. А. Медведев подписал указ о признании независимости Абхазии и Южной Осетии.

## Октябрь
- 16 октября был отправлен в отставку губернатор Амурской области Николай Колесов, деятельность которого подвергалась критике со стороны местных политиков[4]. Должность губернатора занял Олег Кожемяко.

## Ноябрь
- 5 ноября — Состоялось первое послание третьего президента РФ Дмитрия Медведева Федеральному собранию.

## Декабрь
- 5 декабря — Скончался патриарх Московский и всея Руси Алексий II. Временно место предстоятеля Русской Православной церкви занял местоблюститель патриаршего престола, Митрополит Смоленский и Калининградский Кирилл. Выборы нового первоиерарха Русской Православной церкви состоялись в январе 2009 года.